# RMI-IIOP
RMI-IIOP, wat staat voor RMI interface over de CORBA IIOP bus, is een techniek om interprocescommunicatie tussen Javaprogramma's en programma's in andere omgevingen te kunnen uitvoeren. Het is een combinatie van het Java-specifieke RMI en het taalonafhankelijke Internet Inter Orb Protocol.

## Websites
- Oracle. Java Is the Language of Possibilities.